# Mazda Roadpacer
O Roadpacer foi um sedan fabricado pela Mazda, exclusivamente para o mercado australiano.